# Busted Heads Records
Busted Heads Records var ett skivbolag från Umeå, bildat 1997 och nedlagt 2004. Bolaget drevs av Christoffer Röstlund Jonsson, då basist i DS-13, senare nöjesjournalist och hårdrocksskribent på bland annat Aftonbladet och Close-Up Magazine, samt medlem i bandet AC4.
Bolagets gav ut skivor inom punk- och hardcoregenren från hela världen. Exempelvis Jed Whitey från Australien, Boxed In från Storbritannien, Total Fury från Japan, Caustic Christ, R.A.M.B.O., Spazm 151 och Municipal Waste från USA och The (International) Noise Conspiracy, Nasum, Randy, The Vectors, Separation och DS-13 från Sverige.
Många av utgåvorna har blivit samlarobjekt på den internationella marknaden och flera av dem har kommit i återutgåvor på amerikanska skivbolag.

## Diskografi
- (inget katalognummer) DS-13 - Aborted Teen Generation 7"[2]
- (FUKK 2) Burning Kitchen - Confrontation 7" (tillsammans med Bent Edge / Communichaos Media)
- (inget katalognummer) The (International) Noise Conspiracy / Separation - split 7" (tillsammans med Trust No One Recordings/ Putrid Filth Conspiracy / Black Mask Collective / Bridge Records / La Calavera Discos / Ling Lao Records / T-Recs)[3]
- (BHR#004) Assel - st 7"
- (inget katalognummer) Eclipse - The Jehovah Congress 10" (tillsammans med ett antal andra bolag)
- (BHR#006) Assel / Second Thought - split 7"
- (BHR#7) I Quit! - "That's It... I Quit!" 7"
- (BHR#8) Nasum / Asterisk* - split 7" (tillsammans med Black Mask Collective / Putrid Filth Conspiracy)[4]
- (BHR#9) Tear It Up / Down In Flames - split 7"
- (inget katalognummer) DS-13 - Jag hatar soldater 7" flexi
- (BHR#10) Total Fury - "Committed To The Core EP" 7"
- (BHR#11) The Dead Ones - "The Busted Heads EP" 7"
- (BHR#12) Born Dead Icons / Coma - split7"
- (BHR#13) Municipal Waste - Municipal Waste 7"[5]
- (BHR#14) Arroganta Agitatorer - "Arrogans EP" 7" (återutgåva)
- (BHR#15) Spazm 151 - s/t CD
- (BHR#16) Caustic Christ / R.A.M.B.O. - split 7"
- (BHR#17) Artimus Pyle / Diallo - split 7"
- (BHR#18) Razors Edge - "Thrash march EP" 7"
- (BHR#19) Jed Whitey - "This machine kills hippies" 7" (tillsammans med Cage Match Federation)
- (BHR#20) Boxed In - s/t 7"
- (BHR#21) Randy - "Cheater" 7"
- (BHR#22) Wreckage - "This Is America" 7"
- (BHR#23) The Vectors - "Still Ill" LP[6]
- (BHR#24) Trapdoor Fucking Exit - "DOA/Cause & Effect" 7"
- (BHR#25) Regulations - Destroy 7"
- (BHR#26) Vivisick - "Punks Were Made Before Sounds" 7"
- (BHR#27) Bruce Banner - "I've Had It With Humanity" CD